# Liste des secrétaires perpétuels de l'Académie française
Cet article présente la liste des secrétaires perpétuels de l'Académie française.

## Liste des secrétaires perpétuels de l'Académie française depuis 1634
| N° | Nom                                   | Fauteuil | Élection          | Durée du mandat            | Notes                                       |
| -- | ------------------------------------- | -------- | ----------------- | -------------------------- | ------------------------------------------- |
| 1  | Valentin Conrart                      | 2        | 1634              |                            | Jusqu'à sa mort, le 23 septembre 1675.      |
| 2  | Eudes de Mézeray                      | 33       | 1675              |                            | Jusqu'à sa mort, le 10 juillet 1683.        |
| 3  | François-Séraphin Régnier-Desmarais   | 30       | 1683              |                            | Jusqu'à sa mort, le 6 septembre 1713.       |
| 4  | André Dacier                          | 28       | 9 novembre 1713   | 8 ans, 10 mois et 9 jours  | Jusqu'à sa mort, le 18 septembre 1722.      |
| 5  | Jean-Baptiste Dubos                   | 39       | 19 novembre 1722  | 19 ans, 4 mois et 4 jours  | Jusqu'à sa mort, le 23 mars 1742.           |
| 6  | Claude François Alexandre Houtteville | 24       | 5 avril 1742      | 7 mois et 4 jours          | Jusqu'à sa mort, le 9 novembre 1742.        |
| 7  | Jean-Baptiste de Mirabaud             | 7        | 1742              |                            | Jusqu'à sa démission, en 1755.              |
| 8  | Charles Pinot Duclos                  | 19       | 15 novembre 1755  | 16 ans, 4 mois et 11 jours | Jusqu'à sa mort, le 26 mars 1772.           |
| 9  | Jean Le Rond d'Alembert               | 25       | 9 avril 1772      | 11 ans, 6 mois et 20 jours | Jusqu'à sa mort, le 29 octobre 1783         |
| 10 | Jean-François Marmontel               | 17       | 27 novembre 1783  | 16 ans, 1 mois et 4 jours  | Jusqu'à sa mort, le 31 décembre 1799.       |
| 11 | Jean Baptiste Antoine Suard           | 26       | 23 janvier 1803   | 14 ans, 5 mois et 28 jours | Jusqu'à sa mort, le 20 juillet 1817.        |
| 12 | François Just Marie Raynouard         | 20       | 1817              |                            | Jusqu'à sa démission, en 1826.              |
| 13 | Louis-Simon Auger                     | 32       | 1826              |                            | -                                           |
| 14 | François Andrieux                     | 38       | 1829              |                            | -                                           |
| 15 | Antoine-Vincent Arnault               | 13       | 1833              |                            | -                                           |
| 16 | Abel François Villemain               | 17       | 11 décembre 1834  | 35 ans, 4 mois et 28 jours | Jusqu'à sa mort, le 8 mai 1870.             |
| 17 | Henri Patin                           | 26       | 1871              |                            | -                                           |
| 18 | Camille Doucet                        | 32       | 1876              |                            | Jusqu'à sa mort, le 1er avril 1895.         |
| 19 | Gaston Boissier                       | 26       | 1895              |                            | -                                           |
| 20 | Paul Thureau-Dangin                   | 37       | 1908              |                            | -                                           |
| 21 | Étienne Lamy                          | 21       | 13 mars 1913      | 5 ans, 9 mois et 27 jours  | Jusqu'à sa mort, le 9 janvier 1919.         |
| 22 | Frédéric Masson                       | 17       | 1919              |                            | -                                           |
| 23 | René Doumic                           | 26       | 1923              |                            | -                                           |
| 24 | Georges Goyau                         | 11       | 1938              |                            | -                                           |
| 25 | André Bellessort                      | 36       | 11 janvier 1940   | 2 ans et 11 jours          | Jusqu'à sa mort, le 22 janvier 1942.        |
| 26 | Georges Duhamel                       | 30       | 1944              |                            | Jusqu'à sa démission, en 1946.              |
| 27 | Georges Lecomte                       | 17       | 28 mars 1946      | 12 ans, 4 mois et 30 jours | Jusqu'à sa mort, le 27 août 1958.           |
| 28 | Maurice Genevoix                      | 34       | octobre 1958      |                            | Jusqu'à sa démission, en 1973.              |
| 29 | Jean Mistler                          | 14       | 15 novembre 1973  | 11 ans, 10 mois et 4 jours | Jusqu'à sa démission, le 19 septembre 1985. |
| 30 | Maurice Druon                         | 30       | 7 novembre 1985   | 13 ans et 11 mois          | Jusqu'à sa démission, le 7 octobre 1999.    |
| 31 | Hélène Carrère d'Encausse             | 14       | 21 octobre 1999   | 23 ans, 9 mois et 15 jours | Jusqu'à sa mort, le 5 août 2023.            |
| 32 | Amin Maalouf                          | 29       | 28 septembre 2023 | en cours                   |                                             |